# Pinigura
Pinigura är ett utdött australiskt språk. Det anses vara sovande sedan 2004.. Pinigura talas i Väst-Australien. Pinigura tillhör de pama-nyunganska språken.. Piniguras närmaste släktspråk är bayungu.